# Dan Osborne
Daniel James Osborne (* 27. Juni 1991 in London) ist ein britischer Reality-TV-Teilnehmer und Fernsehpersönlichkeit. Bekannt wurde Osborne durch die Realityshow The Only Way Is Essex.

## Biografie
Geboren wurde Osborne in Dagenham, einem Stadtteil im Bezirk Barking and Dagenham in London, als Kind von Tonja und Jim Osborne. Seine Eltern trennten sich, als Osborne zehn Jahre alt war. Er besuchte die örtliche Schule in Dagenham und schloss diese mit dem Realschulabschluss ab. Nach seinem Abschluss arbeitete Osborne zunächst als Model.
2013 trat Osborne in der britischen Reality-TV-Show The Only Way Is Essex auf. Ab der achten Staffel, welche vom 24. Februar bis zum 3. April 2013 ausgestrahlt wurde, war er neben Gemma Collins und Joey Essex zu sehen. Nach Ende der Staffel gab der Sender ITV2 bekannt, dass Osborne in der neunten sowie der zehnten Staffel zur Besetzung zählen würde. Im darauf folgenden Jahr war er Teilnehmer in allen drei Staffeln der Sendung. Nach der 14. Staffel, deren Ausstrahlung vom 22. Februar bis zum 5. April 2015 erfolgte, verließen Osborne sowie vier weitere Mitglieder die Serie.
Im Februar 2014 trat er als Teilnehmer in der zweiten Episode der BBC-Sportshow Splash! an. Osborne erreichte mit 125 Punkten den vierten Platz hinter Keith Duffy, Richard Whitehead und Perri Kiely.
2018 wurde bekannt gegeben, dass Osborne an der 22. Staffel der britischen Reality-TV-Show Celebrity Big Brother teilnehme. Die Staffel wurde vom 16. August bis 10. September 2018 auf dem Sender Channel 5 ausgestrahlt. Am Ende erlangte Osborne nach Kirstie Alley und Ryan Thomas den dritten Platz.
Seit 2015 ist er mit der Schauspielerin Jacqueline Jossa liiert. Osborne heiratete Jossa im Juli 2017 und hat mit ihr zwei gemeinsame Töchter, geboren 2015 und 2018. Ein Sohn (* 2013) stammt aus einer früheren Beziehung mit Megan Tomlin.

## Filmografie
Fernsehen
- 2013–2015: The Only Way Is Essex
- 2014: Splash!
- 2018: Celebrity Big Brother
- 2018: Celebrity Road Trip: Lost in Transylvania (3 Episoden)